# مقاطعة نيوبيري (كارولاينا الجنوبية)
مقاطعة نيوبيري (بالإنجليزية: Newberry County, South Carolina)‏ هي إحدى مقاطعات ولاية كارولاينا الجنوبية في الولايات المتحدة. تأسست سنة 1785، بلغ عدد سكانها 37721 نسمة في عام 2010 حسب إحصاء مكتب تعداد الولايات المتحدة وتصل الكثافة السكانية فيها 22.9 نسمة/كم2.

## وصلات خارجية
- www.newberrycounty.org
- United States Counties